# ۱۰۲ (میلادی)
۱۰۲ (میلادی) صد  و دومین سال تقویم میلادی است.

## درگذشتگان
‎